# Церква Святого Михаїла (Крайниково)
Церква Святого Архистратига Михаїла — дерев'яна церква, зразок мармароської готики, яка знаходиться у селі Крайниково, Хустського району, Закарпатської області. Пам'ятка архітектури національного значення, охоронний номер 217/1.

## Історія
У селі Крайниково серед вікових могутніх дерев стоїть Михайлівська церква. Михайло Сирохман так пише про цю церкву:
|  | Церква Св. Михайла — ще один геніальний витвір з дерева, розташований тут майже на рівному місці, на галявині між дубами — однолітками церкви. За переказами перше село було в урочищі Голди за 2-3 км на схід від теперішнього села, а перша дерев'яна церква стояла на пагорбі Церквище. Люди вмирали від епідемії чуми і село відродилося на новому місці, де біля джерела поставили церкву. |

У церкві є намісна ікона Богородиці з підписом:
|  | маларь Яворски з Вілокъ сей образь: купиль благородний отєць Алексей со женою своею Ана со чади своіми свіащенимь Михаіломь и Василимь за золотихь угорскихза свое отпущение гріховь и за поме[р]ших от віка родичовь своіхь свщенаго Іереіа Ніколаіа Михаіа ану Марию Штефана Ивана и прочиї 1766 sмісіаца сефем дніа 3. |

Церква діюча, нею послуговується невелика греко-католицька громада.

## Архітектура
Михайлівська дерев'яна церква у селі Крайниково побудована у 1668 році і є унікальним зразком архітектури мармарошської дерев'яної готики XVII-XVIII ст.

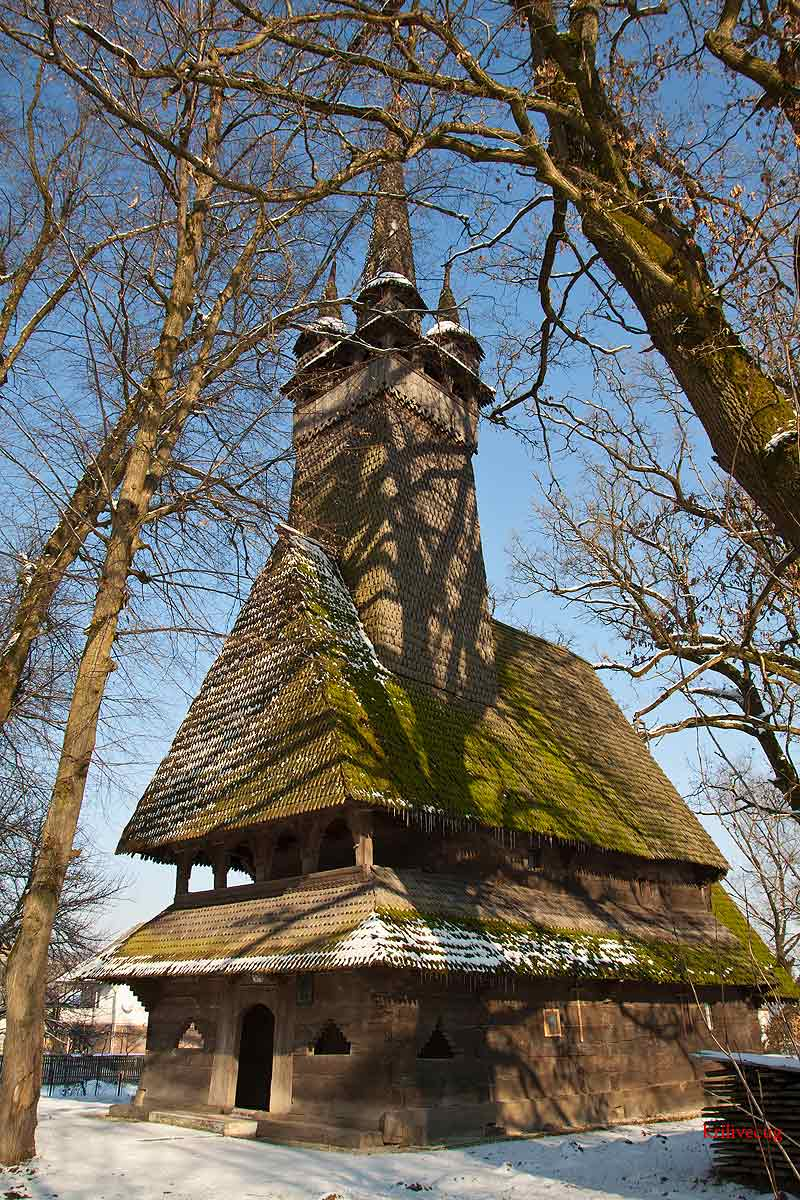

Будівля храму готична, двозрубна, тридільна, з меншим за розміром східним зрубом. Висота церкви — 25 метрів, довжина — 14 метрів.
Споруду утворюють два зруби, збудовані з дубових колод. Зруб нави з бабинцем має опасання і високий двосхилий дах. Значно менший вівтарний зруб вкрито стрімким дахом. На західному фасаді бабинець продовжений закритим ґанком з аркоподібними прорізами. Такі ж віконця має вівтар. Вікна нави — квадратні, заґратовані кованими «готичними» прутами з вигнутими «вусиками». Над ґанком, вище опасання, влаштовано відкриту галерею. Мотив аркади повторено у формі голосниць під шатром вежі. Усередині дерев'яна ажурна арка відділяє бабинець від нави та вівтаря, перекритих високими арковими склепіннями. Бічні фасади зроблені з тесаних дубових площин зрубів і високих схилів вкритих лемехом дахів.

З огляду на деякі професійно створені конструктивні елементи, можна стверджувати, що церкву споруджували майстри високої кваліфікації, які спеціалізувалися на церковному будівництві.

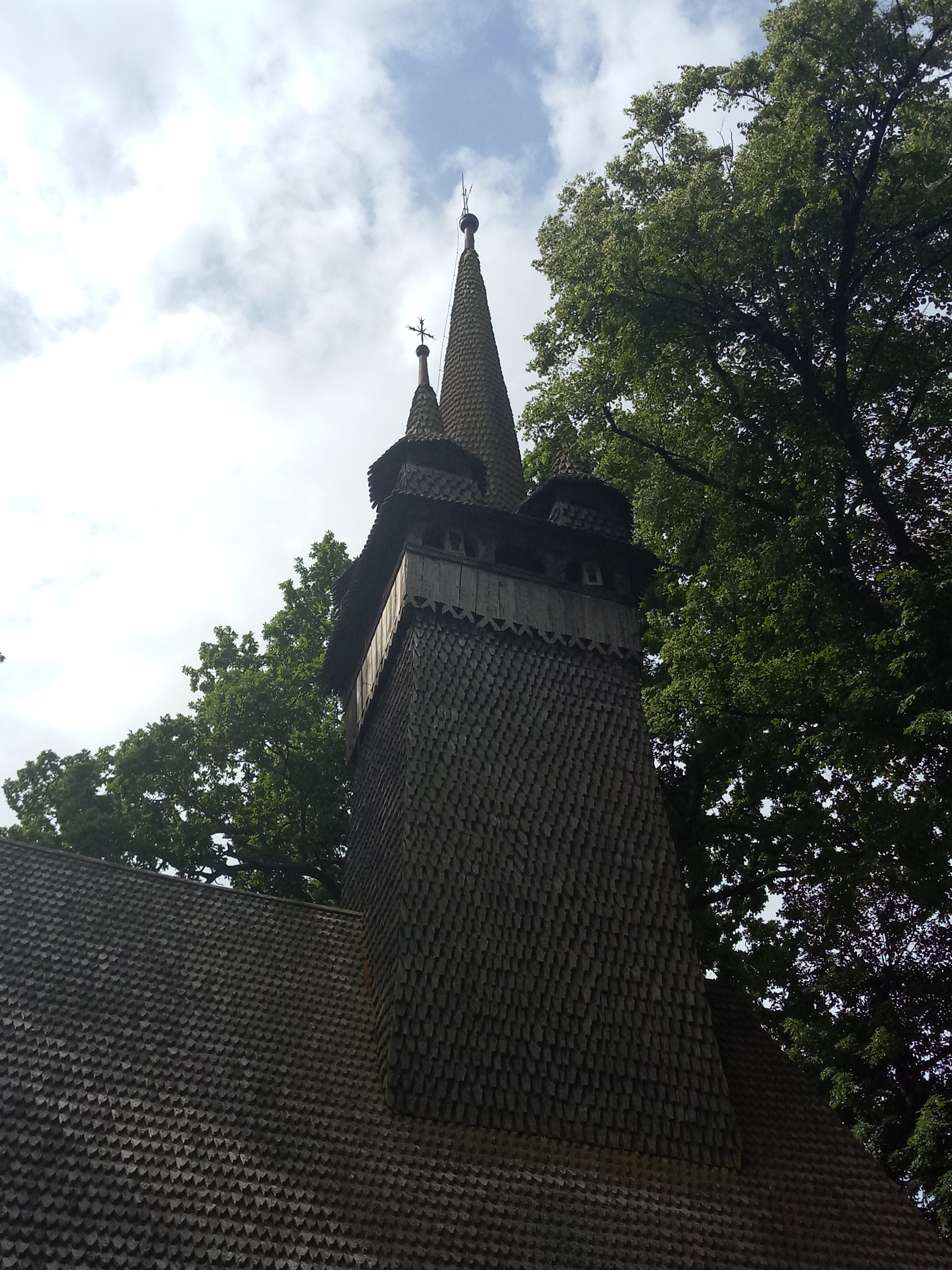
Церква Крайніково вежа

Чудовими архітектурно-художніми деталями є могутній одвірок галереї, прикрашений «мотузочкою» і датами спорудження — 1666-1668, вхідні двері з одвірком, орнаментованим стародавніми символами сонця, чотириаркова галерея над опасанням, маленькі чотирикутні віконця та здвоєні вікна нави, розкішне завершення вежі з аркадами голосниць та чотирма маленькими шпилями довкола головного шпиля.
Храм належить до тих небагатьох в Україні, що мають настінне малювання по полотну, наклеєному на гладкі стіни дерев'яного зрубу. Малювання XVII–XVIII ст. досить занедбане, іконостас 1769 року роботи маляра Яворського з Вілок — розібраний. Розпис, що імітує іконостас на східній стіні нави, ще зберігає первісний колорит. У вівтарі — більш пізній розпис графічного характеру. Високу дерев'яну каркасну дзвіницю, що колись стояла біля церкви, було перенесено разом із дзвонами до православної церкви, збудованої в 1927 році. 
Церкву відреставровано у 1971 році.

## Див також
- Миколаївська церква (Данилово)
- Свято-Параскевський храм (Олександрівка)
- Церква Святого Миколая (Сокирниця)
- Стеблівка (Хустський район)

## Списки
- Список дерев'яних храмів Закарпатської області